# Nueve ensayos dantescos
Nueve ensayos dantescos es un libro de ensayos de Jorge Luis Borges. Fue publicado por primera vez por Espasa-Calpe, en 1982.
El libro está formado por nueve ensayos dedicados a la Divina Comedia y a Dante Alighieri. En Siete noches, Borges recuerda su primer encuentro con la Divina Comedía, que compró en la desaparecida librería Mitchell, mientras iba a su trabajo en una biblioteca de Almagro, hasta donde viajaba en tranvía.
Borges cuenta la impresión que le causaron los versos de la Divina Comedia y, luego, mostrando su conocida erudición, analiza las diferentes interpretaciones que hicieron los críticos literarios de mayor reconocimiento y de una manera que escapa a la crítica convencional. La obra está escrita con el preciso lenguaje borgiano y, dentro de un nivel similar de interés y calidad, es posible que los más logrados sean los ensayos de Ugolino y el incierto canibalismo sobre sus hijos; el misterioso relato del último viaje de Ulises, y el de la última sonrisa de Beatriz cuando se separa de Dante en el Paraíso.